# Keady
Keady (en irlandais : An Céide) est un village et une paroisse d'Irlande du Nord dans le comté d'Armagh.

## Géographie
Keady est situé au sud d'Armagh, à proximité de la frontière entre l'Irlande et le Royaume-Uni.

## Histoire
Originellement, le village fait partie de la baronnie d'Armagh et six de ses townlands de celle de Tiranny. 
Au XIXe siècle, il était connu pour ses mines de plomb, ses fabriques de toiles et ses blanchisseries. 
Au recensement de 2011, sa population était de 3 051 habitants. 